# باتريسيو كاليرو
باتريسيو كاليرو (مواليد 20 يوليو 1977) هو ملاكم إكوادوري، مثّل بلاده في الألعاب الأولمبية الصيفية 2004.

## روابط خارجية
باتريسيو كاليرو على موقع أوليمبيديا (الإنجليزية)